# Ковальчук Олександр Іванович
Ковальчук Олександр Іванович (Олесь Ковальчук) (нар. 25 лютого 1969 року, Луцьк) — український журналіст, громадський діяч, медіаконсультант

## Життєпис
Освіта
У 1994 році закінчив факультет філології Національного педагогічного університету імені Михайла Драгоманова.
У 2001 році пройшов курс політичного маркетингу та електоральних технологій у Вищій школі соціології при Інституті соціології НАН України, у 2003 році — проєкт реструктуризації підприємств Європейського Союзу, у 2004 році — курс управління проєктами Національної академії державного управління при Президентові України.
Професійна діяльність
У 1989–1993 роках працював учителем української мови та літератури СШ № 184 м. Києва, референтом відділу проблем мови і освіти Секретаріату Всеукраїнського товариства «Просвіта» імені Тараса Шевченка.
З 1993 року на запрошення керівництва Держтелерадіо України перейшов працювати в медіасферу. Пройшов шлях від редактора до завідувача редакції аналітичних програм на УТ-1 [Архівовано 15 Лютого 2017 у Wayback Machine.]. У 2001 році відкрито виступив проти аморальної діяльності президента Національної телекомпанії України Долганова В. О. та був незаконно звільнений з посади. 9 місяців відстоював свою принципову позицію у суді, і вигравши справу, був поновлений на роботі за рішенням суду та звільнився за власним бажанням. Це був один з перших випадків протесту журналістів проти утисків ЗМІ в Україні та успішного відстоювання права українських медійників на професійну діяльність.
У 2001–2002 роках сприяв отриманню ліцензії на регіональне мовлення телевізійного каналу ТОНІС, створивши і очоливши інформаційно-аналітичну службу. Через незгоду з інформаційною політикою Адміністрації Президента в особі Медведчука В. В. разом з групою однодумців залишив телеканал, взявши участь у створенні незалежної профспілки журналістів України.
У 2002 році спільно з Григорієм Андрущаком та Іриною Король заснував громадську організацію «Інститут суспільних проектів», яка за час свого існування реалізувала чимало медіапроєктів.
У 2004–2005 роках долучився до створення муніципальної радіостанції столиці Радіо Київ 98 fm [Архівовано 11 Червня 2020 у Wayback Machine.], де працював програмним директором та головним редактором.
У 2005 році створив та очолив студію продакшн «Talan Studio». Студія брала участь у розробці навчальних програм і курсів для студентів з особливими потребами, забезпечувала реалізацію ідеї дистанційної форми навчання Університету «Україна».
У 2006–2009 роках працював шеф-редактором видавничого дому «Impress-media», у 2007—2008 роках — шеф-редактором інформаційно-аналітичної служби на Першому діловому каналі.
У 2007 році на технічній базі Студії продакшн «Talan Studio» стартував проєкт «Перша національна школа телебачення [Архівовано 9 Травня 2013 у Wayback Machine.]». Перші два роки Олесь Ковальчук читав у ПНШТ курс «Майстерність тележурналіста».
У 2015 році з командою однодумців здійснив рестарт ТК ТВі: відновив технологію виробництва програм, опікувався інформаційно-аналітичною службою, координував діяльність випускових груп, продюсував нові телепроєкти. Вів у прямому ефірі програму «Студія ТВі».
У 2016 році став керівником проєкту, автором і ведучим публіцистичної програми «Паралелі» на телеканалі «ПравдаТут» [Архівовано 24 Січня 2020 у Wayback Machine.].
2018-го очолював пресофіс Незалежної асоціації банків України,. У 2019-у - PR-директор Правничої групи "Colares".
Особисте життя
Одружений удруге, батько шести дітей.
Дружина — викладач кафедри іноземних мов Національної медичної академії післядипломної освіти ім. П. Л. Шупика.
Творчі відзнаки
- Лауреат І Фестивалю поезії «Молоде вино» (1997).
- Лауреат премії Кабінету міністрів України за внесок молоді у розбудову держави (2000).
- Почесна грамота Державного комітету інформаційної політики, телебачення і радіомовлення України (2000).
- Подяка київського міського голови (2004).
- «Редакторська сова» від Укрінформ (2005).